# ケリー・バーネル
ケリー・バーネル（英語: Cerrie Burnell、1979年8月30日 ‐ ）は、イギリスの女優、脚本家、BBCの幼児向けチャンネル、シービービーズ (CBeebies) のニュースプレゼンター。2008年には娘を一人出産している。
彼女はイングランド南部のイーストボーンで生まれており、兄弟に弟が1人いる。彼女は生まれつき右腕がひじから先がほとんどない状態で生まれている。大学はマンチェスター・メトロポリタン大学へと通っており演劇を学んだ。卒業後はイギリス国内の劇場や、ブラジルのCTOリオ・ポリティカル・カンパニーで演技をし、多くの高評価を得た。その後はホルビー・シティ、イーストエンダーズ、グランジ・ヒル、ザ・ビル、コメディ・ラブ などのテレビにも出演するようになった。また、彼女は内気で片翼のロンドンのインナーシティの妖精を描いた演劇、Winged - A Fairytaleの作者であり、2007年にロンドンのトリスタン・ベイツ劇場で演じられた。演劇の職と並行して養護学校でティーチングアシスタントとしても働いていた。
2009年1月26日よりはアレックス・ウィンターと共にシービービーズニュースへと就任した。彼女らはクリス・ジャーヴィスとリー・プイファンの代わりとしてDiscover And DoとBedtime Hourの番組を務めることになった。しかし、就任から1ヶ月足らずで、視聴している子どもたちの両親から、片腕のプレゼンターは子どもたちを怖がらせるとして苦情が殺到し、彼女の障害を子どもたちに説明するのは困難だとの声も上がった。これに対して複数の障害者団体が両親たちが子供たちに投影したただの偏見によるものだとして、彼女と番組を擁護した。